# 志茂碩敏
志茂 碩敏（しも ひろとし、1941年 - ）は、東洋史学者。
福岡県戸畑市（現北九州市）出身。東京大学文学部東洋史学科卒業。同大学院博士課程満期退学。1993年東京大学より博士 (文学)を取得する。公益財団法人東洋文庫研究員。2015年「モンゴル帝国史研究」で日本学士院賞受賞。

## 主著

### モンゴル帝国史
- 『モンゴル帝国史研究序説：イル汗国の中核部族』東京大学出版会、1995年。ISBN 978-4130261128。NCID BN12196889。
- 『モンゴル帝国史研究 正篇：中央ユーラシア遊牧諸政権の国家構造』東京大学出版会、2013年。ISBN 978-4130210775。NCID BB12894188。
- 『モンゴル帝国史研究 完篇：中央ユーラシア遊牧諸政権の国家構造』（志茂智子[5]と共著）東京大学出版会、2021年。ISBN 978-4130210850。 NCID BC05943338。

### 翻訳
- ガルディージー著「歴史の美しさ」榎一雄責任編集『敦煌の自然と現状』〈講座敦煌 1〉大東出版社、1980年。NCID BN00320335。

### 共著・論文
- 志茂碩敏「Īl Khān国史料に見られるQarāūnāsについて」『東洋学報』第54巻第1号、東洋文庫、1971年6月、1-71頁、NAID 120006516051。 ※流沙海西奨学会賞を受賞
  - 再録：流沙海西奨学会 編『アジア文化史論叢 3』山川出版社、1979年。全国書誌番号:80000247。ISBN 978-4634656307。 ※「流沙海西奨学会」の授賞論文集[6]
- 「モンゴルとペルシア語史書 : 遊牧国家史研究の再検討」『中央ユーラシアの統合：9-16世紀』〈岩波講座世界歴史 11〉岩波書店 、1997年。ISBN 978-4000108317。
- 「最善を目ざして徹底的に努力する」岡田英弘編『モンゴルから世界史を問い直す』藤原書店、2016年12月。[7] ISBN 978-4865781007。